# Chagas Sobrinho
Chagas Sobrinho (São Rafael, 26 de maio de 1961) é um cantor e compositor brasileiro de música cristã contemporânea, no subgênero pentecostal, conhecido pelas canções "Na Alegria ou Na Dor, "Depois da Muralha" e "É Como Um Sonho". Se consolidou principalmente na região Nordeste. Tem canções gravadas por Andrea Fontes, Mara Lima, J. Neto entre outros.

## Biografia
Antes de se converter ao pentecostalismo, o artista foi nome reconhecido no forró do sertão do Rio Grande do Norte, além de tocar em discotecas e cantar em serestas. Trabalhou como vendedor, pescador, peixeiro e até em carnavais. Abandonou o álcool, farras e experimentou uma real transformação de vida.
Gravou em 2012 a canção “É Como Um Sonho”, uma versão gospel de “When I Look At You” da cantora estadunidense Miley Cyrus. Também foi executada pelo cantor Zé Vaqueiro em uma live durante a pandemia de Covid-19.
É filiado ao Partido Social Cristão.

## Discografia

### Álbuns de estúdio[9]
- 1993: Vaso Quebrado
- 1994: Há Alguém Perseguindo Você
- 1995: Ele Abre e Ninguém Fecha
- 1996: Divino Pescador
- 1998: Promessas
- 1998: Volume 6
- 1999: Depois da Muralha
- 2001: 100% Nordestino
- 2003: Eu Me Rendo
- 2007: O Senhor do Tempo
- 2009: Olhos de Águia
- 2010: Acústico
- 2012: É Como Um Sonho
- 2014: Deus Está Cansado
- 2018: Um Dia Comum

### Álbuns ao vivo
- 2003: Perfil
- 2005: Ao Vivo em Natal

### EPs
- 2019: 25 Anos
- 2021: Histórias e Canções
- 2022: Som do Piseiro - Vol.1

### Singles
- 2021: Ele Te Vê
- 2022: Ele Está Aqui (feat. David Serpa)
- 2023: Respira
- 2023: Leão de Judá
- 2023: Misericórdia